# Dakinomyia secuta
Dakinomyia secuta là một loài ruồi trong họ Asilidae. Dakinomyia secuta được Daniels miêu tả năm 1979. Loài này phân bố ở miền Australasia.